# Michele Castoro
Michele Castoro (ur. 14 stycznia 1952 w Altamurze, zm. 5 maja 2018 w San Giovanni Rotondo) – włoski duchowny katolicki, arcybiskup Manfredonia-Vieste-San Giovanni Rotondo od 2009.

## Życiorys
Święcenia kapłańskie otrzymał 6 sierpnia 1977 i został inkardynowany do ówczesnej prałatury terytorialnej Altamury. Przez kilka lat pracował duszpastersko na terenie prałatury i był m.in. sekretarzem biskupim oraz ojcem duchownym niższego seminarium. Od 1985 pracował w Kurii Rzymskiej. Był początkowo pracownikiem Kongregacji ds. Biskupów, zaś od 2001 był substytutem Sekretariatu Kolegium Kardynalskiego.
14 maja 2005 papież Benedykt XVI mianował go ordynariuszem diecezji Oria. Sakry biskupiej udzielił mu 25 czerwca 2005 kard. Giovanni Battista Re.
15 lipca 2009 papież mianował go arcybiskupem Manfredonia-Vieste-San Giovanni Rotondo. Ingres odbył się 19 września 2009.
Zmarł 5 maja 2018 w wieku 66 lat.